# Şabbāḩī
Şabbāḩī (persiska: Sabbāhīyeh, صباحی) är en ort i Iran.   Den ligger i provinsen Khuzestan, i den centrala delen av landet, 500 km söder om huvudstaden Teheran. Şabbāḩī ligger 85 meter över havet och antalet invånare är 231.
Terrängen runt Şabbāḩī är platt.Runt Şabbāḩī är det ganska tätbefolkat, med 58 invånare per kvadratkilometer. Närmaste större samhälle är Bon-e Rashīd, 0,66 km norr om Şabbāḩī. Trakten runt Şabbāḩī är ofruktbar med lite eller ingen växtlighet.